# Roland (Familienname)
Roland ist ein deutscher und französischer Familienname.

## Namensträger
- Ad Roland (* 1945), niederländischer Medienberater
- Alan Roland (1930–2023), US-amerikanischer Psychoanalytiker und Autor
- Andreas Roland (um 1593–vor 1646), deutscher Major im Regiment Erlach
- Ari Roland (* um 1970), US-amerikanischer Jazzmusiker
- Benjamin-Octave Roland-Gosselin (1870–1952), französischer Bischof
- Berthold Roland (Ratsherr) († 1428), Kaufmann und Ratsherr der Hansestadt Lübeck
- Berthold Roland (1928–2022), deutscher Kunsthistoriker
- Catharina Roland (* 1969), österreichische Filmregisseurin, Drehbuchautorin und Schauspielerin
- Conrad Roland (1934–2020), deutscher Architekt
- Doug Roland, US-amerikanischer Regisseur und Filmproduzent
- Duane Roland (1952–2006), US-amerikanischer Gitarrist
- Ernst Roland (1853–1917), deutscher theosophischer Autor, siehe Karl Heinrich Christian Emmerich-Eiben
- Floyd Roland (* 1961), kanadischer Politiker
- Folker Roland (* 1964), deutscher Betriebswirt und Hochschullehrer
- Fritz Meyer-Roland (1923–2001), deutscher Maler und Grafiker
- Gene Roland (1921–1982), US-amerikanischer Jazzmusiker, Arrangeur und Komponist
- George Roland (1882–??), US-amerikanischer Regisseur, Produzent und Filmeditor
- Georges Roland (1922–1991), belgischer Astronom
- Gilbert Roland (1905–1994), US-amerikanischer Schauspieler
- Henriette Roland Holst (1869–1952), niederländische Lyrikerin und Politikerin
- Ida Roland (1881–1951), österreichische Schauspielerin
- Jean-Marie Roland de La Platière (1734–1793), französischer Politiker
- Jeanne Roland (* 1942), englische Schauspielerin
- Jeanne-Marie Manon Philipon Roland, vicomtesse de la Platière (1754–1793), französische Revolutionärin und Schriftstellerin, siehe Madame Roland
- Joe Roland (1920–2009), US-amerikanischer Jazzmusiker
- Johnny Roland (* 1943), US-amerikanischer American-Football-Spieler
- Jordan Roland (* 1997), US-amerikanischer Basketballspieler
- Jürgen Roland (1925–2007), deutscher Spielfilm- und Fernsehregisseur
- Karl-Heinz Roland (1943/44–2025), deutscher Sportjournalist und -moderator
- Larry Roland (1949–2023), US-amerikanischer Jazzmusiker und Dichter
- Lestrod Roland (* 1992), Leichtathlet aus St. Kitts und Nevis
- Ludwig Roland-Lücke (1855–1917), deutscher Bankmanager und Politiker, MdR
- Madame Roland (1754–1793), französische Revolutionärin
- Marc Roland (1894–1975), deutscher Filmmusikkomponist
- Olivier Roland (* 1984), belgisch-kanadischer Eishockeyspieler
- Otto Roland (1904–1984), deutscher Schauspieler, Regisseur, Intendant, Hörspielsprecher und Schriftsteller
- Pascal Marie Roland (* 1951), französischer Geistlicher, Bischof von Belley-Ars
- Paul Roland (Schauspieler) (1931–2016), Schweizer Schauspieler und Regisseur
- Paul Roland (* 1959), britischer Musiker, Schriftsteller und Journalist
- Pauline Roland (1805–1852), französische Journalistin und Feministin
- Renate Roland (1943–2024), deutsche Schauspielerin
- Rita Roland (1914–1998), US-amerikanische Filmeditorin
- Ruth Roland (1892–1937), US-amerikanische Schauspielerin
- Thierry Roland (1937–2012), französischer Journalist
- Ulrich Roland (* 1953), deutscher Politiker (SPD)